# Барбара Кремптон
Барбара Кремптон (англ. Barbara Crampton; 27 грудня 1958) — американська акторка.

## Біографія
Народилася 27 грудня 1958 року в Левіттауні, Нью-Йорк, виросла в штаті Вермонт. Батьки були працівниками карнавалу, і Барбара проводила літні канікули у роз'їздах країною. Навчалася в середній школі міста Ратленд, штат Вермонт. Почала вивчати акторську майстерність, граючи в шкільних спектаклях у 7 класі. Здобула ступінь бакалавра в галузі театрального мистецтва в державному коледжі Каслтон (англ. Castleton State College).
Була одружена з Девідом Бойдом з 1 жовтня 1988 по 1990 рік. 3 грудня 2000 року одружилася з Робертом Блекманом, народила двох дітей.

## Кар'єра
Виступала в «Американському театрі акторів» у Нью-Йорку, де виконувала роль Корделії в п'єсі «Король Лір». Потім переїхала до Лос-Анджелесу, і у 1983 році дебютувала на телебаченні у денній мильній опері «Дні нашого життя». Виконала невелику роль у фільмі «Підставне тіло» (1984) Браяна Де Пальми, та у комедії «Студентські канікули» (1985). Стала популярною завдяки фільмам Стюарта Гордона «Реаніматор» (1985) та «З іншого виміру» (1986). Також грала у телесеріалах «Молоді та зухвалі», «Дороговказне світло» і «Зухвалі і красиві». За роль у фільмі «З іншого виміру» (1986) була номінована на премію «Сатурн» як найкраща акторка.

## Фільмографія

### Акторка
| Рік       |    | Українська назва             | Оригінальна назва                                             | Роль                    |
| --------- | -- | ---------------------------- | ------------------------------------------------------------- | ----------------------- |
| 1983      | с  | Дні нашого життя             | Days of Our Lives                                             | Триста Еванс Бредфорд   |
| 1984      | с  | Ритуали                      | Rituals                                                       | Сенді Гатчінсон         |
| 1984      | с  | Санта-Барбара                | Santa Barbara                                                 | Паула                   |
| 1984      | тф | Люби свого сусіда            | Love Thy Neighbor                                             | Керол                   |
| 1984      | ф  | Підставне тіло               | Body Double                                                   | Керол                   |
| 1985      | ф  | Студентські канікули         | Fraternity Vacation                                           | Кріссі                  |
| 1985      | ф  | Реаніматор                   | Re-Animator                                                   | Меган Гелсі             |
| 1985      | с  | Готель                       | Hotel                                                         | Стейсі                  |
| 1986      | тф |                              | Prince of Bel Air                                             | Енні Вайт               |
| 1986      | ф  | Роботи-вбивці                | Chopping Mall                                                 | Сьюзі Лінн              |
| 1986      | ф  | З іншого виміру              | From Beyond                                                   | доктор Кетрін МакМайклз |
| 1987      | ф  | Викрадена                    | Kidnapped                                                     | Бонні                   |
| 1987      | с  | Охара                        | Ohara                                                         | Тері                    |
| 1988—2007 | с  | Молоді та зухвалі            | The Young and the Restless                                    | Леанна Лав              |
| 1988      | ф  | Страхітливі до тремтіння     | Pulse Pounders                                                | Сейді Браді             |
| 1989      | в  | Повелитель ляльок            | Puppetmaster                                                  | жінка на карнавалі      |
| 1991      | ф  | Трансери 2                   | Trancers II                                                   | Седі Бреді              |
| 1993      | ф  | Війни роботів                | Robot Wars                                                    | Леда                    |
| 1993      | с  | Громадянські війни           | Civil Wars                                                    | Мішель Коннолі          |
| 1993—1995 | с  | Дороговказне світло          | The Guiding Light                                             | Мінді Льюїс Сполдінг 4  |
| 1995—1998 | с  | Зухвалі і красиві            | The Bold and the Beautiful                                    | Меггі Форрестер Ворік   |
| 1995      | в  | Виродок у замку              | Castle Freak                                                  | Сьюзен Рейлі            |
| 1996      | ф  | Космічні далекобійники       | Space Truckers                                                | Керол                   |
| 1997      | с  | Няня                         | The Nanny                                                     | Барбара Крумптон        |
| 1998      | с  | Нас п'ятеро                  | Party of Five                                                 | покупець                |
| 1998      | ф  | Хрещений син                 | The Godson                                                    | Голді                   |
| 1999      | в  | Бунтівник                    | Cold Harvest                                                  | Крістіна Чейні          |
| 2000      | ф  |                              | Learning to Surf                                              |                         |
| 2001      | с  |                              | Spyder Games                                                  | доктор Леслі Боген      |
| 2001      | тф | Блискавка: Вогонь з небес    | Lightning: Fire from the Sky                                  | мер Сільвія Скотт       |
| 2001      | в  | Вендетта опівночі            | Thy Neighbor's Wife                                           | Ніколь Гарретт          |
| 2004      | в  | Сестринське братство         | The Sisterhood                                                | міс Мастер              |
| 2006      | ф  | Читаю тебе, як книгу         | Read You Like a Book                                          | Зої                     |
| 2008      | в  |                              | Never Enough: Sex, Money and Parking Garages in San Francisco | доктор Гледмор          |
| 2011      | ф  | Тобі кінець!                 | You're Next                                                   | Обрі                    |
| 2012      | ф  | Повелителі Салема            | The Lords of Salem                                            | Вірджинія Кейбл         |
| 2013      | кф |                              | The Cartridge Family                                          | мама                    |
| 2013      | кф | Пейслі                       | Paisley                                                       | Крістіна                |
| 2014      | ф  | Колодязь                     | The Well                                                      | Грейс                   |
| 2015      | ф  | Ми ще тут                    | We Are Still Here                                             | Енн Сачетті             |
| 2015      | ф  | Місто монстрів               | Tales of Halloween                                            | Дарла                   |
| 2015      | ф  | Задуха                       | Sun Choke                                                     | Ірма                    |
| 2015      | ф  | Дорожні ігри                 | Road Games                                                    | Марі                    |
| 2015      | ф  |                              | The Divine Tragedies                                          | мати                    |
| 2016      | ф  |                              | Death House                                                   | доктор Карен Редмайн    |
| 2023      | ф  | Остання зупинка в окрузі Юма | The Last Stop in Yuma County                                  | Вірджинія               |

### Продюсер
| Рік  |   | Українська назва | Оригінальна назва | Роль                |
| ---- | - | ---------------- | ----------------- | ------------------- |
| 2015 | ф | Дорожні ігри     | Road Games        | виконавчий продюсер |
| 2016 | ф |                  | Beyond the Gates  | продюсер            |